# Парадигма программирования
Паради́гма программи́рования — совокупность идей и понятий, определяющих стиль написания компьютерных программ (подход к программированию). Это способ концептуализации, определяющий организацию вычислений и структурирование работы, выполняемой компьютером.
Парадигма программирования не определяется однозначно языком программирования; практически все современные языки программирования в той или иной мере допускают использование различных парадигм (мультипарадигменное программирование). Так, на языке Си, который не является объектно-ориентированным, можно работать в соответствии с принципами объектно-ориентированного программирования, хотя это и сопряжено с определёнными сложностями; функциональное программирование можно применять при работе на любом императивном языке, в котором имеются функции, и т. д.
Также существующие парадигмы зачастую пересекаются друг с другом в деталях (например, модульное и объектно-ориентированное программирование), поэтому можно встретить ситуации, когда разные авторы употребляют названия из разных парадигм, говоря при этом, по сути, об одном и том же явлении.

## История термина
Своим современным значением в научно-технической области термин «парадигма» обязан, по-видимому, Томасу Куну и его книге «Структура научных революций» (см. парадигма). Кун называл парадигмами устоявшиеся системы научных взглядов, в рамках которых ведутся исследования. Согласно Куну, в процессе развития научной дисциплины может произойти замена одной парадигмы на другую (как, например, геоцентрическая небесная механика Птолемея сменилась гелиоцентрической системой Коперника), при этом старая парадигма ещё продолжает некоторое время существовать и даже развиваться благодаря тому, что многие её сторонники, по тем или иным причинам, неспособны перестроиться для работы в другой парадигме.
Термин «парадигма программирования» впервые применил в 1978 году Роберт Флойд в своей лекции лауреата премии Тьюринга.
Флойд отмечает, что в программировании можно наблюдать явление, подобное парадигмам Куна, но, в отличие от них, парадигмы программирования не являются взаимоисключающими:

Если прогресс искусства программирования в целом требует постоянного изобретения и
усовершенствования парадигм, то совершенствование искусства отдельного программиста требует, чтобы он расширял свой репертуар парадигм.

Таким образом, по мнению Роберта Флойда, в отличие от парадигм в научном мире, описанных Куном, парадигмы программирования могут сочетаться, обогащая инструментарий программиста.

## Различные определения
Далеко не все авторы, использующие термин «парадигма программирования», решаются дать интенсиональное определение данному термину. Однако и те определения, которые удаётся найти, серьёзно отличаются друг от друга.
Диомидис Спинеллис даёт следующее определение:

Слово «парадигма» используется в программировании для определения семейства обозначений (нотаций), разделяющих общий способ (методику) реализаций программ.
Оригинальный текст (англ.)The word paradigm is used in computer science to talk about a family of notations that share a common way for describing program implementations

Для сравнения тот же автор приводит определения из других работ. В статье Дэниела Боброва парадигма определяется как «стиль программирования как описания намерений программиста». Брюс Шрайвер (Bruce Shriver) определяет парадигму программирования как «модель или подход к решению проблемы», Линда Фридман (Linda Friedman) — как «подход к решению проблем программирования».
Памела Зейв (Pamela Zave) даёт определение парадигмы как «способа размышления о компьютерных системах» (в оригинале «way of thinking about computer systems»).
Питер Вегнер (Peter Wegner) предлагает другой подход к определению термина парадигмы программирования. В его работе «Concepts and paradigms of object-oriented programming» парадигмы определяются как «правила классификации языков программирования в соответствии с некоторыми условиями, которые могут быть проверены».
Тимоти Бадд предлагает понимать термин «парадигма» как «способ концептуализации того, что значит „производить вычисления“, и как задачи, подлежащие решению на компьютере, должны быть структурированы и организованы».
Парадигма программирования как исходная концептуальная схема постановки проблем и их решения является инструментом грамматического описания фактов, событий, явлений и процессов, возможно, не существующих одновременно, но интуитивно объединяемых в общее понятие.

## Основные модели программирования
- Императивное программирование
- Декларативное программирование
- Структурное программирование
- Функциональное программирование
- Логическое программирование
- Объектно-ориентированное программирование
  - Компонентно-ориентированное программирование
  - Прототипно-ориентированное программирование
  - Агентно-ориентированное программирование

## Подходы и приёмы
- Структурное программирование
- Процедурное программирование
- Аппликативное программирование
- Обобщённое программирование
- Доказательное программирование
- Порождающее программирование
- Аспектно-ориентированное программирование
- Агентно-ориентированное программирование
- Контрактное программирование
- Рекурсия
- Автоматное программирование
- Событийно-ориентированное программирование
- Компонентно-ориентированное программирование
- Грамотное программирование